# Челябінський державний музей образотворчих мистецтв

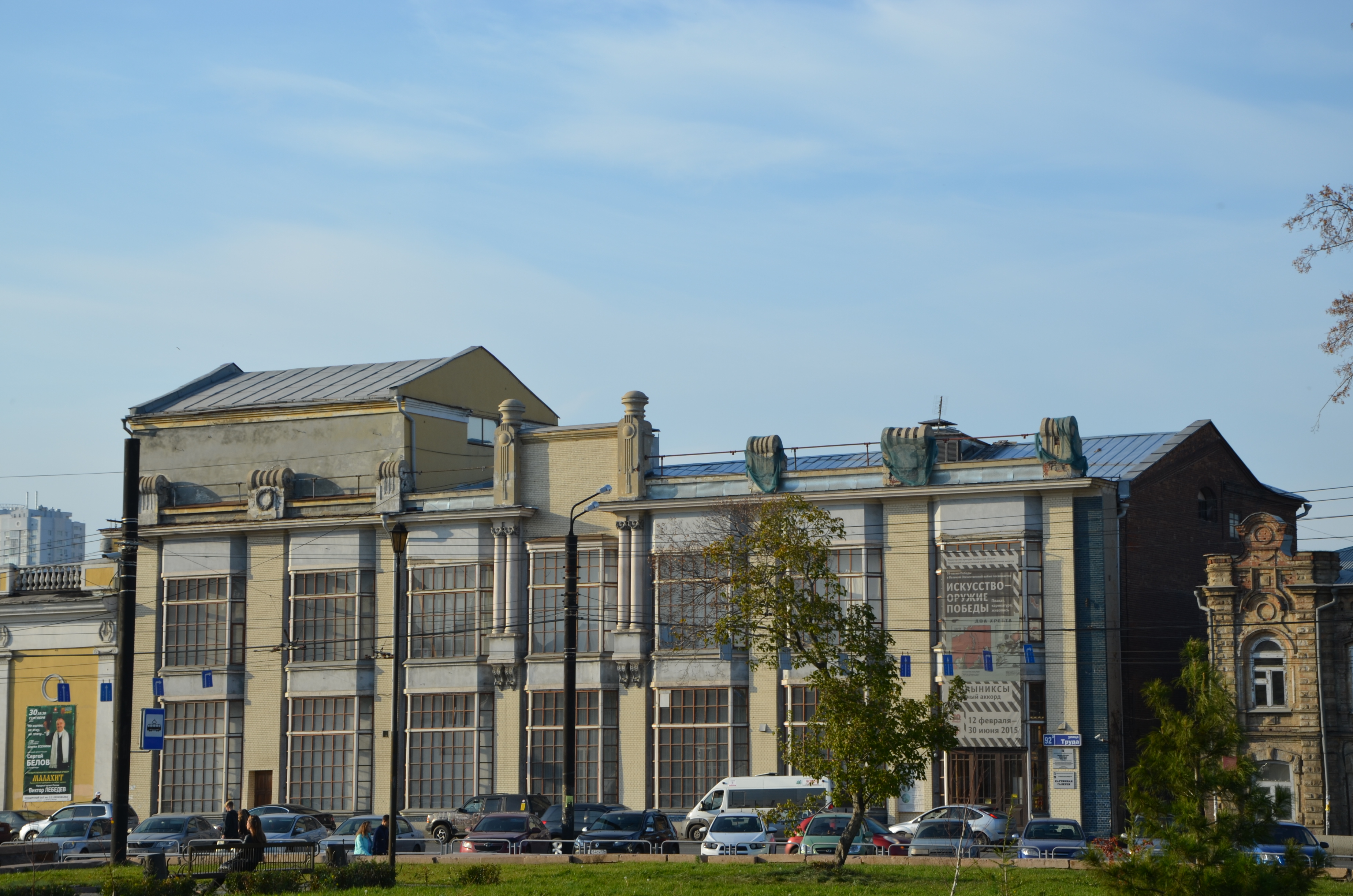
Картинна галерея музею розташована в будівлі колишнього пасажу Яушевих

Челябінський державний музей образотворчих мистецтв (рос. Челябинский государственный музей изобразительных искусств) — художній музей у місті Челябінськ (Росія). Відкритий 6 червня 1940 року в приміщенні Олександро-Невської церкви на Алому полі як Челябінська картинна галерея.
Засновником і першим директором музею став Л. П. Клевенський — журналіст, художній критик, перший мистецтвознавець в історії челябінського відділення Спілки художників. За його участю були закладені основи формування колекції творів мистецтва. 1940 року галерея отримала понад сто творів живопису і графіки від Російського музею.
У 1950-ті роки зібрання музею було переміщено в унікальну будівлю, об'єкт культурної спадщини — пасаж братів Яушевих. У той час серйозний внесок в розвиток музею вніс його новий директор Г. Н. Лапін.
Щорічно в музеї проходять понад 25 виставок, реалізуються виставкові програми, міжнародні проєкти.
Для відвідувачів проводяться пізнавальні екскурсії, проходять тематичні лекції, циклові заняття для школярів, адаптовані до різних вікових категорій. Невіддільною частиною стали й традиційні музичні, поетичні, театральні вечори в залах музею.
Сучасний адміністративний статус музей отримав 2005 року, при об'єднанні двох музеїв — Челябінської обласної картинної галереї та Музею декоративно-ужиткового мистецтва Уралу. Директором музею став С. О. Ткаченко.
Експозиції музею образотворчих мистецтв розміщені на двох майданчиках, що знаходяться в історичному та адміністративному центрі Челябінська:
- Картинна галерея (вулиця Праці, 92-а);
- Виставковий зал (площа Революції, 1).

## Колекції музею
Колекції музею налічують понад 16 тисяч творів та включають живопис, графіку, скульптуру, декоративно-ужиткове мистецтво.

### Колекція давньоруського мистецтва XVI-XVIII століть
Представлені: іконопис, скульптура, мідно-лита пластика, стародруки і рукописні книги, зразки декоративно-ужиткового мистецтва.

### Російське мистецтво XVIII— поч. XXст.
Колекція класичного живопису представлена автопортретом Д. Г. Левицького, портретами О. А. Кіпренського, В. К. Шебуева, парадними портретами Й. Б. Лампі і Ж. Л. Моньє. Жанровий живопис представлений творами В. А. Тропініна, О. Г. Венеціанова, А. О. Орловського; академічне мистецтво — творами Т. А. Неффа, Г. І. Яковлєва, І. К. Макарова, Г. М. Манізера, С. П. Постнікова. У зібранні є три пейзажа І. К. Айвазовського. Творчість художників, які входили в Товариство пересувних художніх виставок, зображують жанрові твори В. Є. Маковського, М. Г. Богданова, М. О. Ярошенко, пейзажі А. І. Куїнджі, І. І. Шишкіна, М. К. Клодта, І. І. Левітана, М. Н. Дубовського, портрети В. Г. Перова, І. М. Крамського.

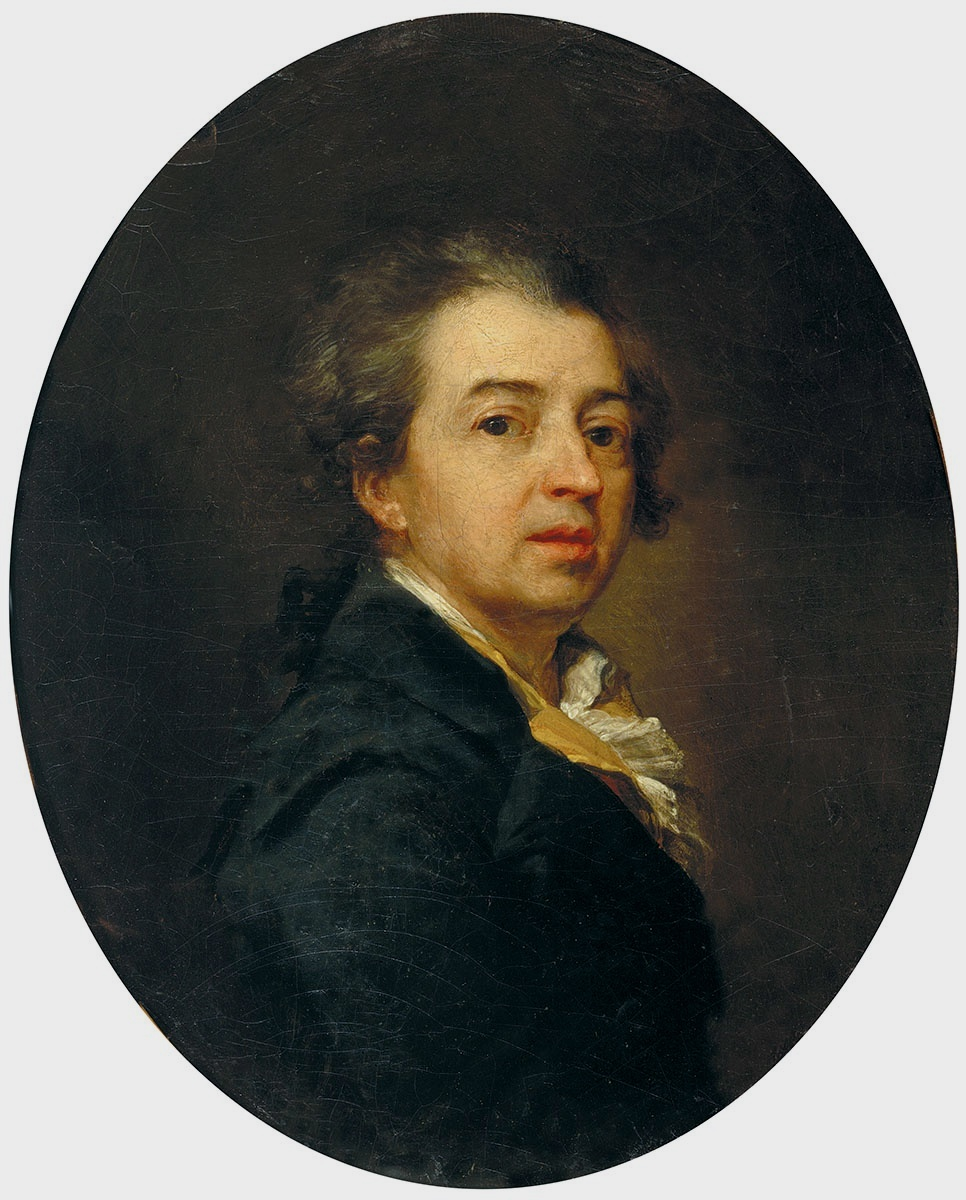
Д. Г. Левицький Автопортрет. 1783 (?)
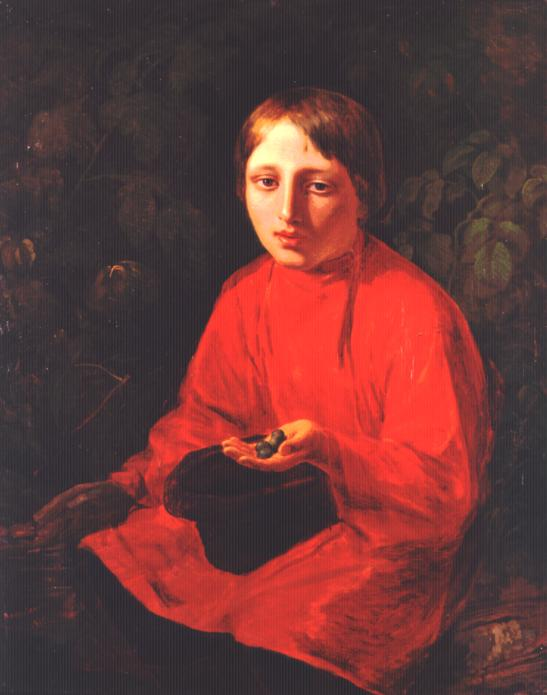
О. Г. Венеціанов Хлопчик у червоній сорочці. 1845
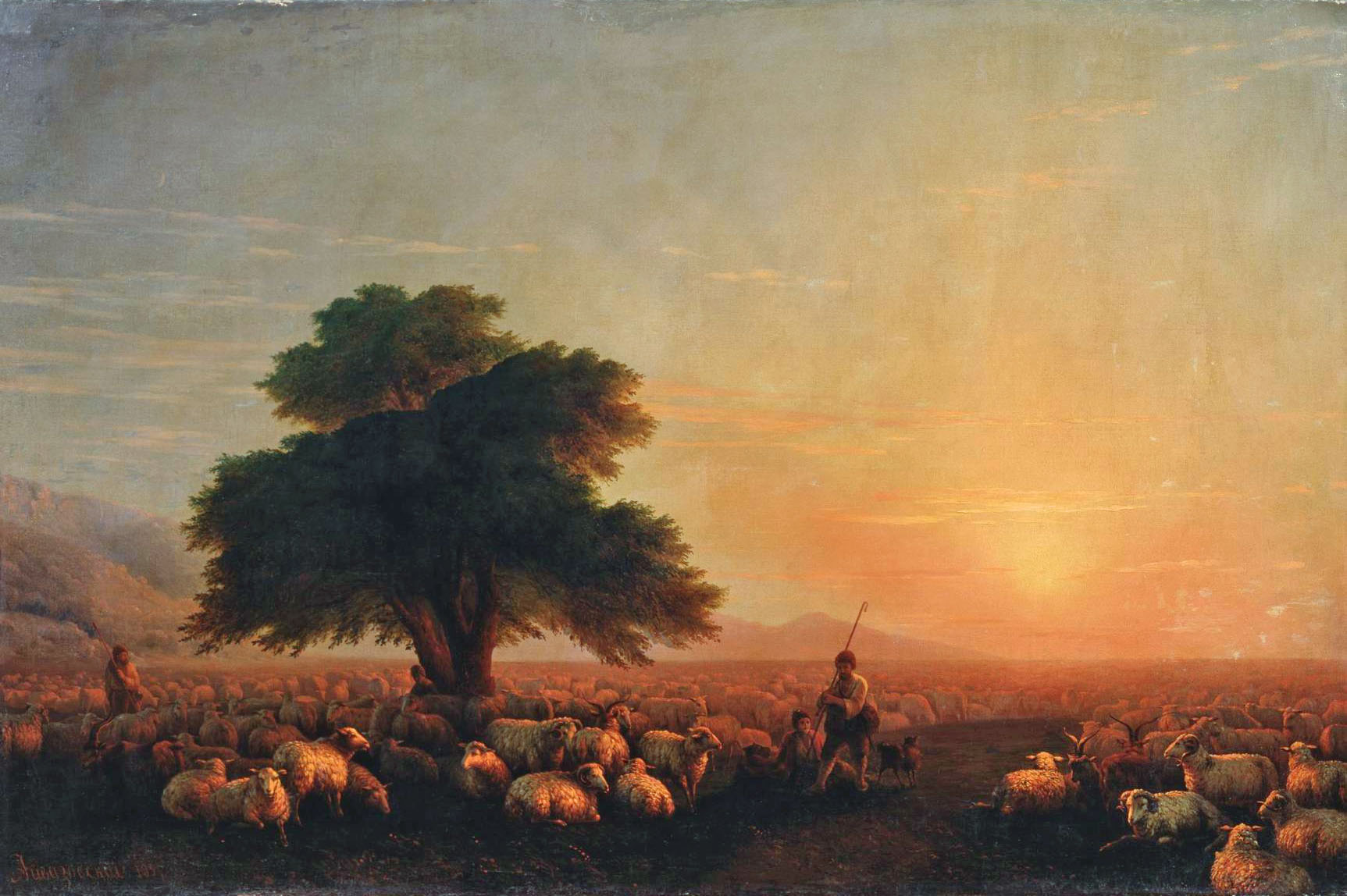
І. К. Айвазовський Отара овець. 1857
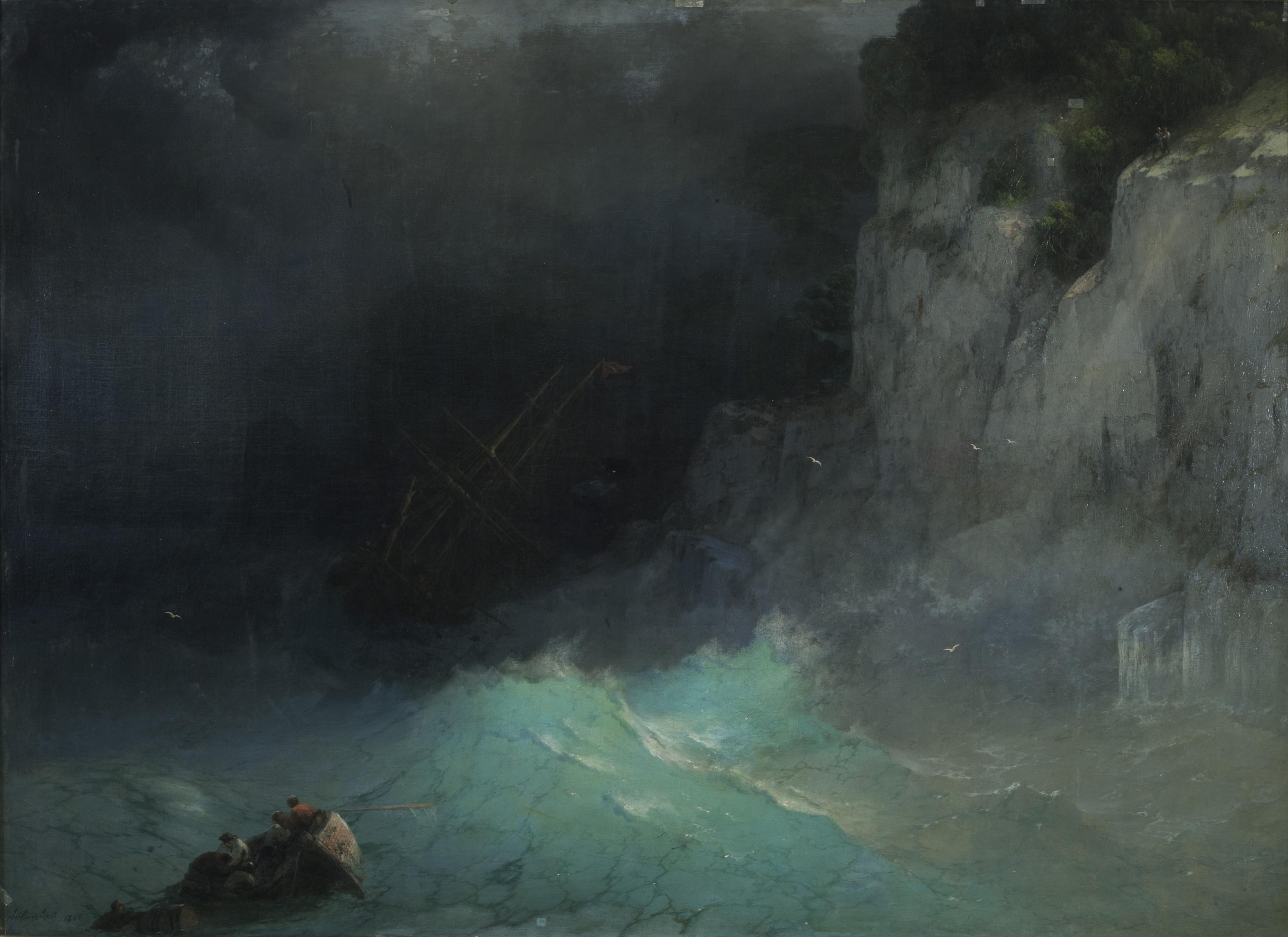
І. К. Айвазовський Шторм. 1861
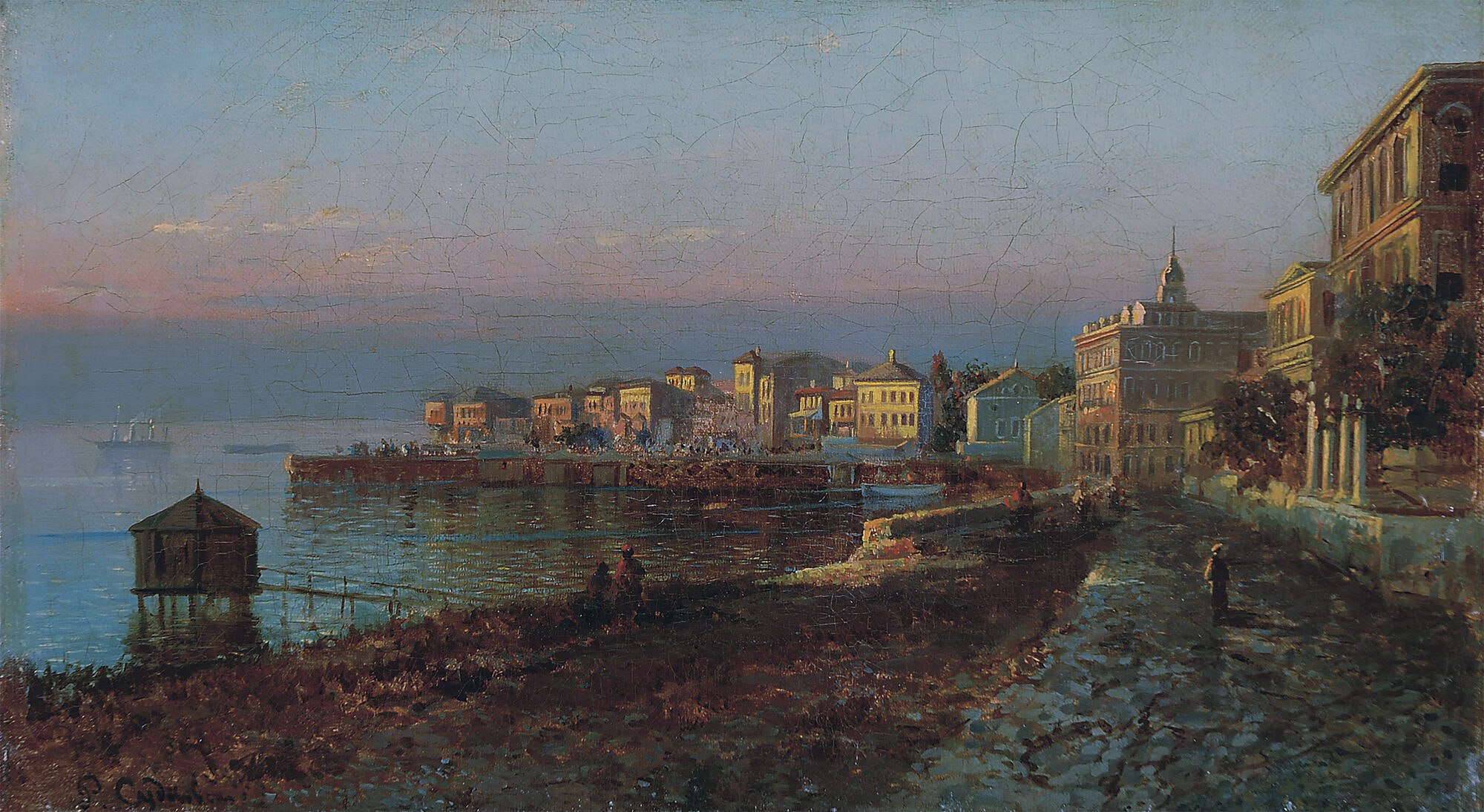
Р. Ф. Судковський Морський берег. 1885
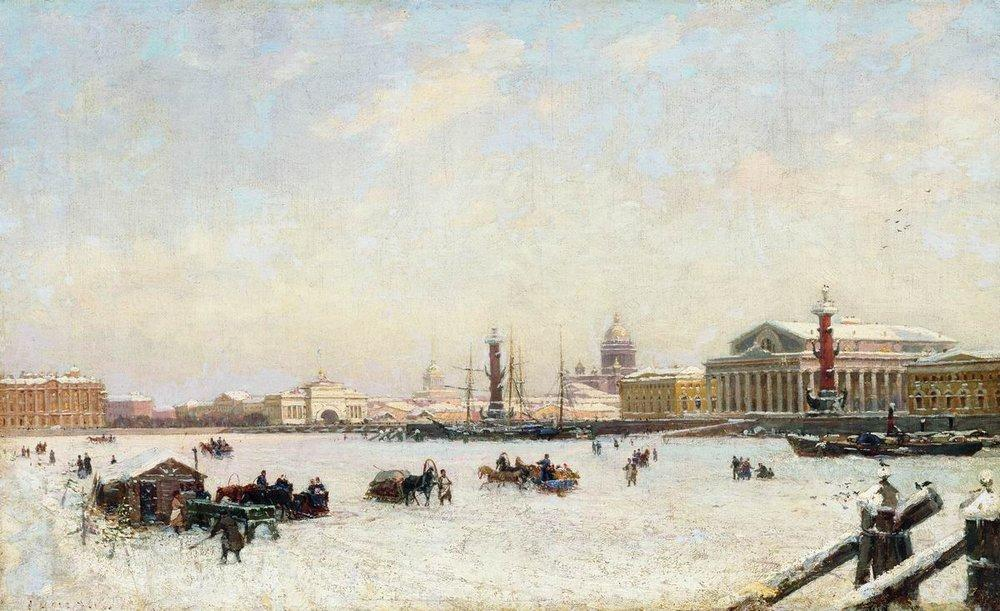
О. К. Беггров Петербург взимку. 1898
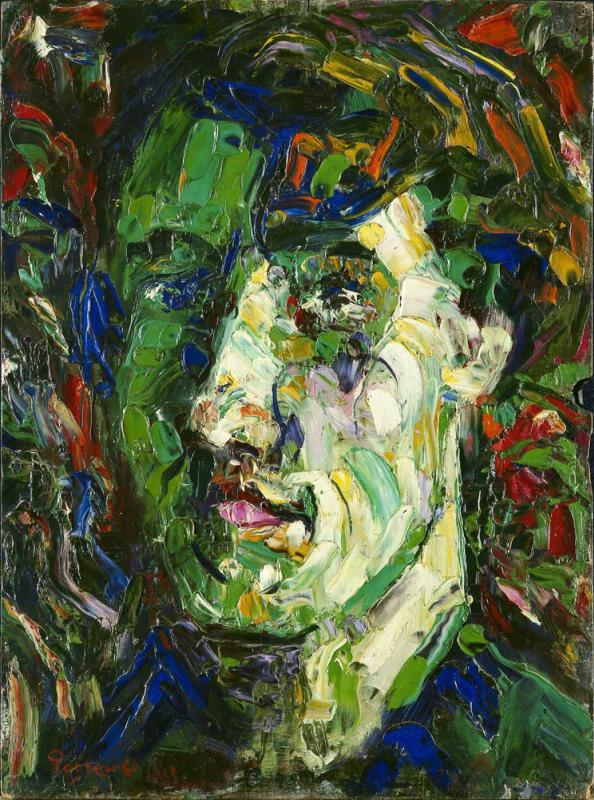
О. М. Родченко Портрет Н. А. Русакова. 1912
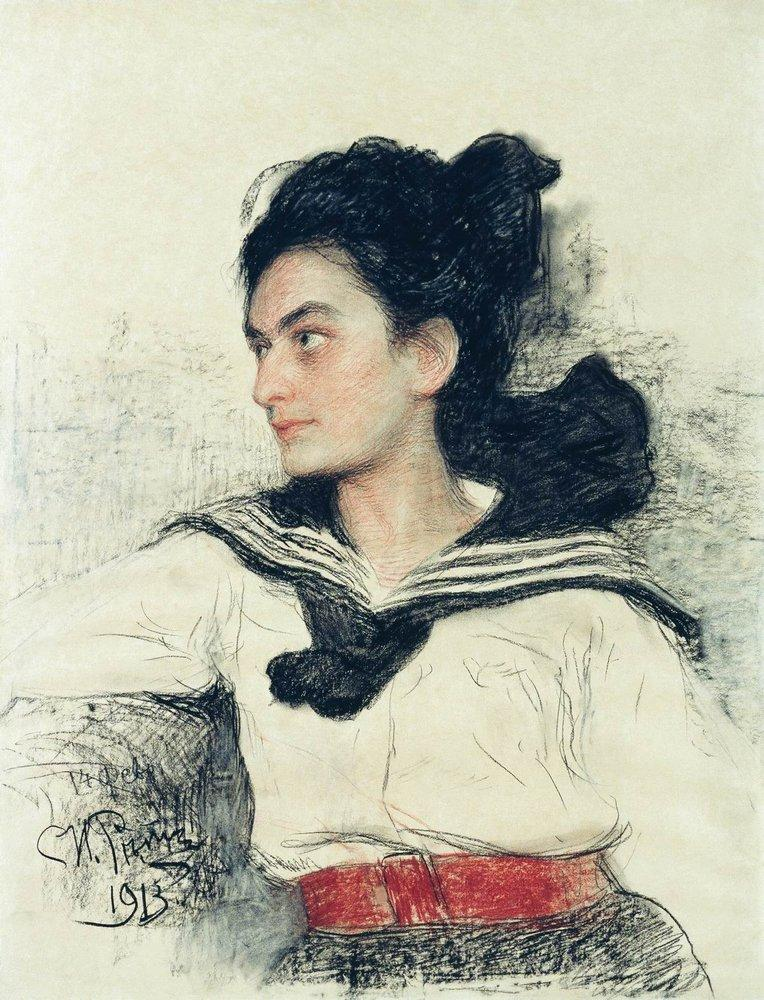
І. Ю. Рєпін Портрет М. О Льовенфельд. 1913
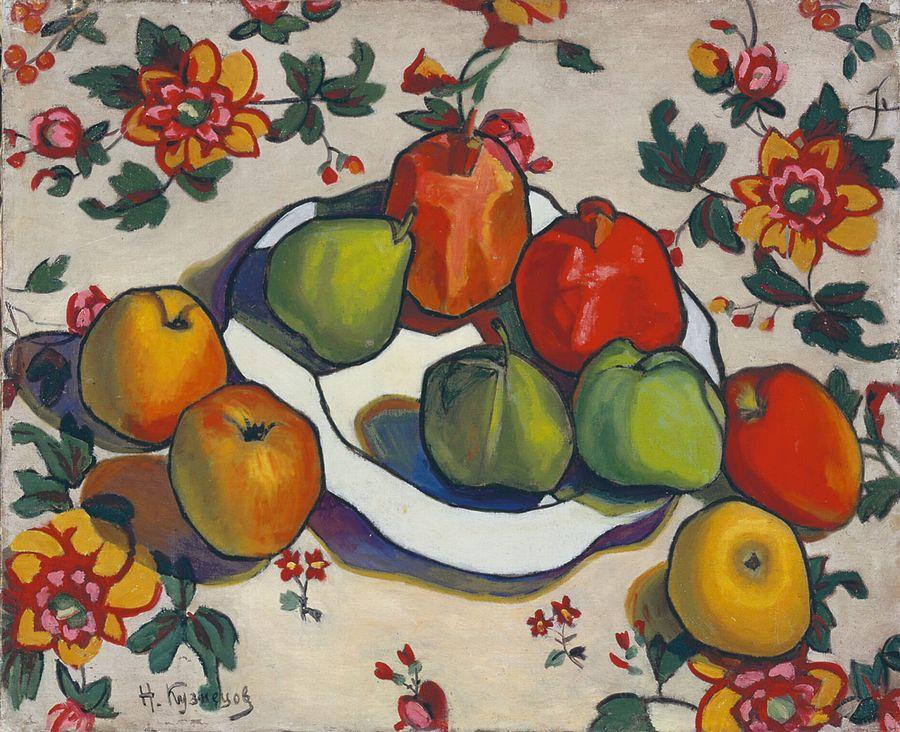
М. Ю. Кузнєцов Гранати та яблука. 1916

### Колекція західноєвропейського мистецтва XVI-XX ст.
Представлені: гравюра, живопис.